# Lac Togo
Le lac Togo (Togolandersee en allemand) est la principale étendue d'eau d'un système lagunaire de la Région maritime au Togo, et l'un des deux principaux lacs du Togo.

## Géographie
Le lac Togo se trouve sur la côte, face du golfe de Guinée, à 15 km à l’est de la capitale Lomé et 10 km à l'ouest de Vogan.
Il composé principalement d'eau douce, est situé derrière la barrière de dunes qui se prolonge continu sur les 75 km de longueur du littoral togolais. Il forme un écosystème lagunaire avec le lac Vogan (aussi appelé lagune, un peu plus petit) et les lagons derrière les dunes côtières. L'ensemble de ce système lagunaire totalise une surface de 64 km2.
La surface du lac Togo est de 46 km2 à l'étiage,, pour une longueur maximale d'environ 15 km et une largeur maximale d'environ 6 km. Il s'étend vers le sud jusqu'à un kilomètre de la mer, où il rencontre la barrière de dunes; au niveau de Togoville il se tourne alors vers l'est et s'étire sur 13 km en un lagon étroit d'environ 9 km, prolongé par un chenal ou canal de quelque 4 km jusqu'au nord de la ville d'Aného.
Togoville se trouve dans le creux du coude qui s'oriente vers l'est, sur la rive du côté de l'intérieur du pays. Badougbe se trouve sur la même rive, à environ 4 km à l'est de Togoville, en bordure du lagon étroit. Le lagon étroit est traversé par un pont entre Tgoville et Badougbe. Toute la frange des dunes littorales du Togo est habitée de façon plus ou moins dense; la rive sud du lac Togo, longée par la route nationale N2, est semi-urbanisée (mélange d'habitations et de jardins) avec une densité d'habitat plus marquée pour deux villages proches l'un de l'autre: Agbodrafo à la pointe sud (face à Togoville) et Kpémé face à l'extrémité sud du pont de chemin de fer sur le lagon,.
Outre Togoville et Badougbe, trois villages se trouvent le long du lagunaire du lac: Sewati (nord de Kpémé) et Goun Kope (est de Kpémé) sur sa rive sud, Kwenou (près de l'extrémité Est du chenal) sur sa rive nord. D'autres villages sont parsemés sur les rives du lac. Sur la rive nord-est se trouvent (du sud au nord) Ekpoui, Adjido et Seva-Tonou, avec Sevagan à environ 1 km de la rive et de Seva-Tonou; sur la rive ouest, Dekpo et Abobo; et sur la rive sud-ouest, Amedehoeve, Agomekpota et Kpessi.
Le pont de chemin de fer de plus de 700 m de long traversant le lagon, sert essentiellement à transporter le phosphate des mines au nord du lac jusqu'à la jetée de chargement de Kpémé (voir la section «Environnement» plus bas).

### Formation, évolution
De même que toutes les étendues d'eau du bord de mer togolais, le lac Togo est dans une dépression littorale inondée lors de la dernière transgression marine de l'Holocène (transgression nouakchottienne au Sénégal, transgression flandrienne En Europe,. La barrière de dunes littorales s'est formée il y a environ 5 000 ans. Le sable des dunes proviendrait du Sahara et serait transporté par le vent puis par la mer le long du golfe.
De nos jours le lac est pratiquement isolé de la mer par ce cordon de dunes. Les sédiments du lac proprement dit sont faits d'argile riche en matières organiques.
Les principaux facteurs d'évolution du lac Togo sont les crues, le vent, la production organique et les précipitations chimiques (grosse mine de phosphate à ciel ouvert à Hahotoé - voir plus bas la section «Environnement»).

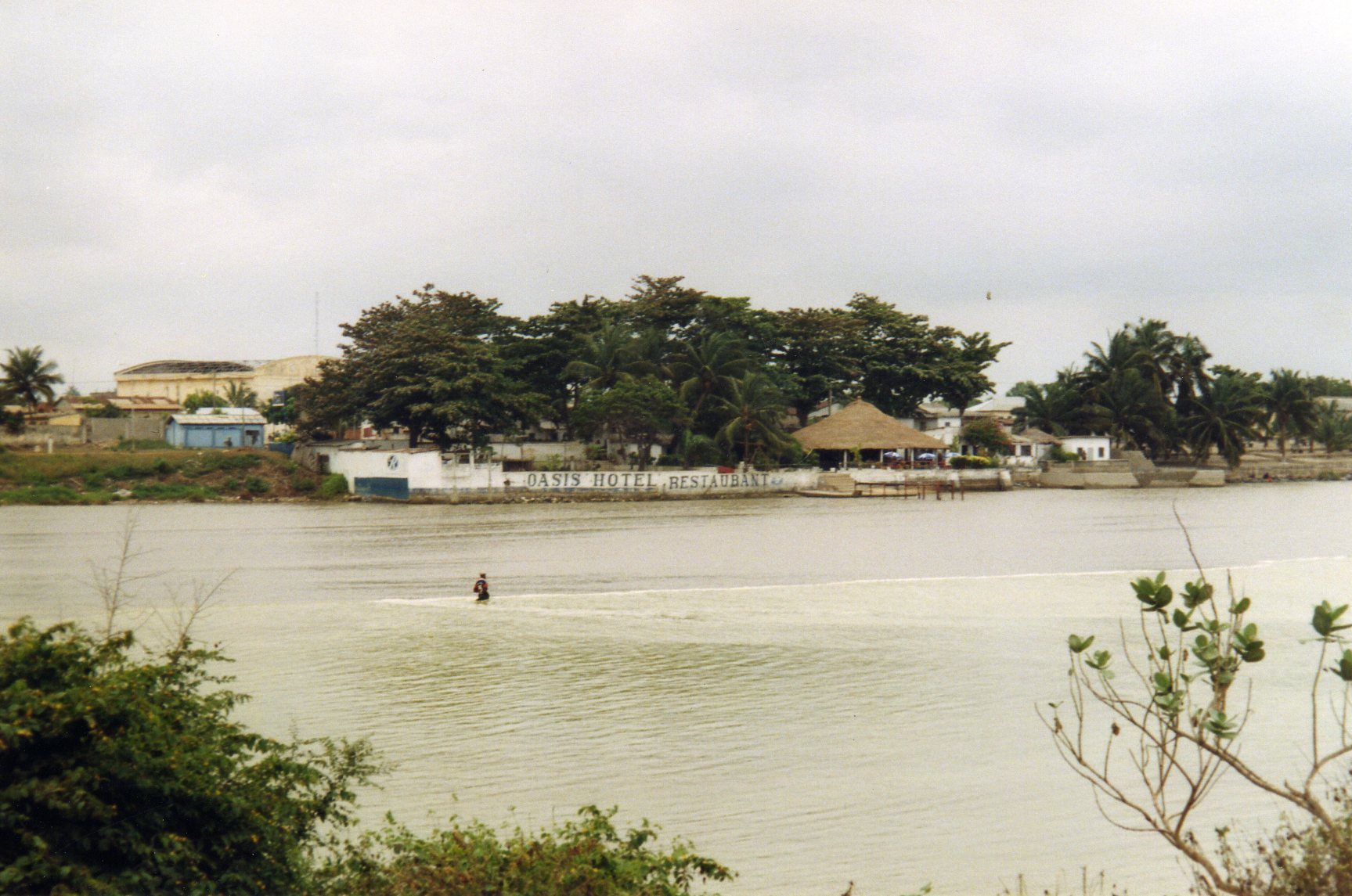
Lagune à Aného.

### Communication occasionnelle avec la mer
Le complexe lagunaire dont fait partie le lac Togo, est occasionnellement sujet à des ouvertures temporaires sur la mer à Aného, à 4 km à l'est de l'extrémité est du lagon, par une branche du lac Vogon. Cette ouverture est artificielle: elle sert à protéger les villages riverains des crues exceptionnelles. Elle se referme naturellement en quelques semaines après les vidanges des crues.
Selon Millet, le système de lagunes côtières du Togo - dont fait partie le lac Togo - est sujet à une salinité saisonnière.
Bien que l'accès à la mer soit fermé, des percolations éventuelles peuvent apparaître entre le lac et les eaux marines.

### Tributaires
Ses deux tributaires principaux sont le Sio ou Atiegou, et le Haho.
Le Sio, qui a formé une large plaine inondable sur plusieurs dizaines de km, se divise à 10 km en amont du lac en deux branches qui entrent dans le lac par le sud-ouest, y formant un delta marécageux. La basse plaine du Sio contient plusieurs petits lacs. Son bassin a une surface de 2 800 km2.
Le Haho entre dans le lac par le nord, y formant lui aussi une large zone marécageuse. Son bassin a une surface de 3 400 km2.
Les rives ouest et est du lac reçoivent les eaux de plusieurs petits cours d'eau.

### Climat
Le climat sur la côte du Togo est de type équatorial de transition, avec dédoublement de la saison humide, à variante sèche (900 mm/an de précipitations, avec un minimum de 600 mm/an et un maximum de 1 200 mm/an). Les deux périodes humides sont en mars-juin/juillet et en octobre (régime «guinéen»).

### Dynamique littorale
La dynamique littorale est marquée en permanence par deux éléments majeurs: le courant de Guinée, qui longe la côte d'ouest en est; et l'orientation des vagues à 45° par rapport à la côte. Les remontées d'eau (upwellings) côtiers, dues à de forts vents marins (généralement saisonniers), ont une influence saisonnière. Ces facteurs contribuent nettement au maintien de la barrière de dunes.

## Pêche, tourisme

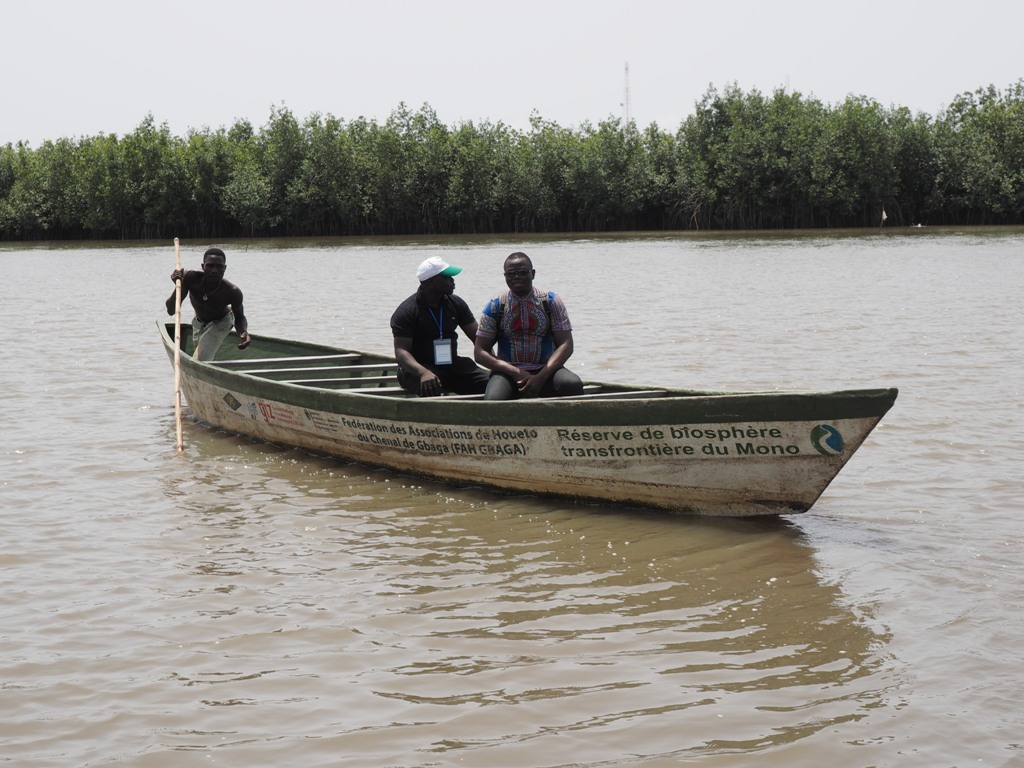
Traversée du lac sur une pirogue de la réserve de biosphère transfrontière du Mono.

La pêche est l'une des activités principales des populations riveraines. Le lac est connu pour ses parties de pêche au filet; il est peuplé de soles, turbots, carpes, capitaines, gardons, crabes…
Les pêcheurs utilisent des pirogues et se servent de piques de plusieurs mètres de long pour propulser l'embarcation en frappant le fond du lac et ainsi avancer.
On y pratique aussi la baignade, la voile et le ski nautique, des établissements étant prévus à cet effet et permettant même d'y déjeuner.
Le Togo regorge également un potentiel touristique énorme grâce à la diversité des paysages qui le constituent.

## Environnement
Un gros gisement de phosphate à ciel ouvert se trouve à moins de 10 km de la pointe nord du lac, avec une mine à Hahotoé gérée par la Compagnie Togolaise des Mines du Bénin (CTMB) jusqu'en 2007 et par la Société nouvelle des phosphates du Togo (SNPT) à la suite. Depuis 1961 une ligne privée à écartement de 1 m, de 22 km de longueur, relie la mine d'Hahotoe à une jetée de chargement à Kpémé sur la côte en rive sud du lac. Cette ligne secondaire du réseau ferroviaire togolais est encore en fonctionnement de nos jours,. En 1977, 26 trains/jour empruntent le long pont sur le lagon du lac Togo pour amener le minerai brut de phosphate depuis les mines jusqu'à la côte.

## Histoire, légendes
La Vierge serait apparue sur le lac Togo, il y a bien longtemps, la vierge Marie serait sortie pour rejoindre les pèlerins. Pour les chrétiens catholiques, Togoville est une terre sainte[précision nécessaire].
Le 5 juillet 1884, l'explorateur Gustav Nachtigal et le chef religieux de Togoville signèrent le protectorat allemand aux abords du lac.
Le lac est bordé d'une forêt sacrée (où le Pape Jean-Paul II a rendu visite aux prêtres fétichistes en 1985).